# Könkämä sameby
Könkämä sameby är en svensk fjällsameby som ligger i Norrbottens län.
Könkämä sameby är Sveriges nordligaste sameby. Den gränsar i nordost till Finland och i söder mot Lainiovuoma sameby. Samebyn har betesmarker även i Norge. 
Samebyns renhjord är vintertid delad i sju vintergrupper (siidat) och sommartid i tre grupper. Majoriteten av samebyns medlemmar märker renkalvarna i Vassdals-anläggningen i Rosta reinbeitedistrikt i Norge. En grupp har efter det att giltighetstiden för 1972 års renbeteskonvention upphörde 2005 haft gemensam sommarrenskötsel med Mauken reinbeitedistrikt i Norge. En annan grupp har sedan sommaren 2010 haft sin renhjord sommartid i Marknes-området.
Samebyn har ungefär 15.000 renar (2015).
Ordförande är Nils Vasara-Hammare

## Att läsa
- Lars J. Walkeapää: Könkämävuoma-samernas renflyttningar till Norge : om sommarbosättningar i Troms fylke på 1900-talet, i serien Tromsø museums skrifter nr 31, Tromsø museum, Universitetsmuseet , Tromsø 2009, ISBN 82-7142-048-8